# Mycosphaerella aristoteliae
Mycosphaerella aristoteliae är en svampart som först beskrevs av Mordecai Cubitt Cooke, och fick sitt nu gällande namn av Aptroot 2006. Mycosphaerella aristoteliae ingår i släktet Mycosphaerella och familjen Mycosphaerellaceae.   Inga underarter finns listade i Catalogue of Life.